# Susan Lenox
Susan Lenox är en amerikansk film från 1931 i regi av Robert Z. Leonard. Den bygger på en roman av David Graham Phillips.

## Rollista (i urval)
- Greta Garbo - Susan Lenox
- Clark Gable - Rodney Spencer
- Jean Hersholt - Karl Ohlin
- John Miljan - Burlingham
- Alan Hale - Jeb Mondstrum
- Hale Hamilton - Mike Kelly
- Hilda Vaughn - Mrs. Astrid Ohlin
- Ian Keith - Robert Lane